# Стање нације
Стање нације је хрватска информативна телевизијска емисија која се приказује на РТЛ телевизији.
Новинар Зоран Шпрајц најавио је одлазак са места главног и одговорног уредника емисије РТЛ Директ, коју је уређивао од 2015. године године.
У мају 2022. године је најавио да ће назив нове емисије бити Стање нације. Недељу дана касније најављено је да ће прва емисија почети да се емитује 20. маја 2022. године.
Стални чланови редакције тренутно су, поред Зорана Шпрајца, Борна Сор као главни сценариста и помоћник уредника, Ана-Марија Матијаш као креативни продуцент, Андреа Солар као асистент продукције и Синиша Марековић Цар као графичар. Остали чланови редакције су Борис Рашета као сценариста, Јан Штих као монтажер и сниматељ, Вања Бахиљ као сценариста и дописник и Горан Винчић као дописник.